# Петропавловский завод тяжёлого машиностроения
АО «Петропавловский завод тяжёлого машиностроения» (ПЗТМ) (каз. "Петропавл ауыр машина жасау зауыты" АҚ) — машиностроительное предприятие в городе Петропавловске, одно из крупнейших в Казахстане. Введено в эксплуатацию в 1961 году. В настоящее время завод производит оборудование для нефтегазоперерабатывающей, нефтегазодобывающей, химической, нефтехимической, газовой и энергетической промышленности, а также путевой инструмент и средства малой механизации для ремонта и обслуживания железнодорожных путей, ответственные детали подвижного состава, запасные части для энергетического оборудования.

## История
Решение о строительстве машиностроительного завода в Петропавловске было принято Советом Министров СССР в постановлении № 4137-1658 от 5 ноября 1948 года. Проектирование и строительство велось 12 лет. Эксплуатация первого производственного корпуса началась в сентябре 1960 года. Первой продукцией завода был зернопогрузчик АПП-125. Уже 30 марта 1961 года была собрана первая товарная партия зернопогрузчиков. В следующем году предприятие стало работать в составе военно—промышленного комплекса СССР. Основной продукцией завода были сложные системы вооружения, предназначенные для сухопутных войск. 5 июня 1962 года завод освоил новую продукцию, было успешно завершено испытание транспортно-стыковочных тележек, они были признаны всеми соответствующими требованиям качества оборонной техники. Далее завод производил почти исключительно военную технику, на неё приходилось приблизительно 90 % всей продукции завода. После распада СССР на заводе произошла конверсия производства. Основным направлением конверсии выбрано производство оборудования для нефтегазового комплекса.
С 2013 по 2015 годы на «ПЗТМ» осуществлено техническое перевооружение и модернизация производства. Завод имеет многопрофильные производственные мощности с наличием всех технологических переделов, необходимых для выпуска различных видов оборудования.

## Ракеты
Так как петропавловский завод тяжёлого машиностроения был создан в системе военно-промышленного комплекса, он специализировался по двум направлениям: ракеты и их составные части, наземное оборудование и ракетные комплексы различных типов. ПЗТМ изготавливал ракеты комплекса «Точка», «Точка-У» и РСД-10, корпуса двигателей первой и второй ступеней баллистической ракеты комплекса «Темп-С», серийное производство которых было начато в 1973 году. Также на заводе производились реактивные противолодочные гравитационные снаряды комплекса «Ливень», изготавливались ракеты для исследовательских и метеорологических целей. ПЗТМ до 1990-х годов был головным предприятием по производству полнокомплектных оперативно-тактических комплексов «Точка» и «Точка У».
С 2008 года на заводе было освоено производство израильских ракет «Extra», «Predator Hawk» и других видов израильских ракет. Но производство ракет было малосерийным. Некоторые источники утверждают что серийное производство ракет даже не начиналось.

## Оперативно-тактические ракетные комплексы
Согласно Постановлению Совета Министров СССР и Совета Министров Казахской ССР, об обеспечении организации серийного производства колесного варианта самоходных пусковых установок, в мае 1965 года на ПЗТМ была собрана установочная партия стартовых агрегатов ракетного комплекса «СКАД». В 1979 году на ПЗТМ были изготовлены и сданы на вооружение советской армии первые пусковые установки и транспортно-заряжающие машины оперативно-тактического комплекса «Ока».

## Награды
Указом Президиума Верховного Совета СССР «Петропавловский завод тяжёлого машиностроения» в 1977 году был награждён орденом Трудового Красного Знамени за большие заслуги по созданию, испытанию и производству новейшей военной техники.

## Сертификаты менеджмента качества, экологии, безопасности и охраны труда
- Производство согласно современным технологиям, в соответствии со стандартами ГОСТ, ОСТ, СТРК, ТЕМА, ASME и API.
- В 2003 году предприятие сертифицировано компанией TÜV CERT в соответствии с требованиями государственного стандарта ИСО 9001-2009 и международного стандарта EN ISO 9001-2008.
- После проведения сертификации системы качества предприятия Американским Обществом Инженеров Механиков (ASME) по соблюдению требований международного стандарта ASME Code и в июле 2006 года получен Международный сертификат ASME, разрешающий ставить клеймо «U» при изготовлении оборудования, работающего под давлением.
- В 1999 году завод получил право на клеймо № 1222 МПС России и организовал серийное производство ответственных запасных частей к подвижному составу.

## Технические и производственные мощности
На сегодняшний день на ПЗТМ располагаются 6 производственных подразделений, в которых установлено около 1500 единиц технологического оборудования. При заводе имеется конструкторско-технологический центр, в котором работают более восьмидесяти высококвалифицированных инженеров и конструкторов.

## Собственники
АО «ПЗТМ» принадлежит государству, входит в состав АО «Национальная компания „Казахстан инжиниринг“».